# Alois Fehringer
Alois Fehringer (* 17. März 1917 in Amstetten; † 22. Juli 1960 ebenda) war ein österreichischer Politiker (ÖVP) und Gemeindebediensteter. Fehringer war von 1949 bis 1959 Abgeordneter zum Landtag von Niederösterreich.
Fehringer entstammte einer kinderreichen Familie und engagierte sich in christlichen Jugendorganisationen. Er legte die Matura ab und arbeitete danach beim Reichsautobahn-Vermessungsdienst. 1947 wurde Fehringer in den Gemeinderat von Amstetten gewählt, zwischen 1950 und 1955 hatte er das Amt des 2. Vizebürgermeisters inne. Fehringer war ab 1955 wieder Gemeinderat und von 1959 bis 1960 1. Vizebürgermeister. Fehringer vertrat zwischen dem 5. November 1949 und dem 4. Juni 1959 die ÖVP im Niederösterreichischen Landtag.